# Marcela Morelo
 (juillet 2013).
Marcela Morelo (Lanús, Buenos Aires, 13 décembre 1969) est une chanteuse et compositrice argentine. 
Ses chansons mélangent des influences de la musique folklorique andine et le pop. Elle a fait des collaborations avec Celia Cruz, Chichi Peralta, Franco De Vita ou Miliki.

## Biographie
En 1997, elle a publié son premier album, Manantial, avec une collection de chansons qu'elle avait écrites. Plusieurs singles sortis de l'album, notamment "La fuerza del engaño" et "Corazón salvaje" ("Cœur sauvage") ont été enregistrés dans les hit-parades non seulement en Argentine, mais aussi en Europe et en Amérique latine. Après trois mois, l’album a été récompensé par un disque d’or et a finalement vendu suffisamment d’exemplaires pour recevoir un disque de platine.
D'autres publications de Morelo, notamment Eclipse, Tu boca (Votre bouche) et Invisible, ont rencontré un franc succès.
Morelo a collaboré avec Celia Cruz , Chichi Peralta et Franco De Vita sur une chanson sur le thème des vacances, "Fuerte Navidad" ("Strong Christmas"). Elle a enregistré un duo avec Miliki sur son album "A ma niños de 30", intitulé "Susanita"("Susie", chanson populaire espagnole pour enfants). Pour aider à la lutte contre le cancer du sein, Morelo, avec Rocío Dúrcal, Rosario, Ana Torroja et d’autres ont enregistré un album intitulé Mujer (Woman).
En 2017, Morelo a publié une compilation "best of", Los 20 de Morelo, qui comprenait une nouvelle chanson, "No voy a cambiarte", un duo avec l'artiste mexicain Carlos Rivera.
En 2019, Morelo sort le single "La salida", un duo avec l'artiste espagnole Rozalén. Pour promouvoir le single, Morelo et Rozalén ont interprété la chanson au célèbre Teatro Colón de Buenos Aires.

## Discographie
- Manantial (1998)
- Eclipse (2000)
- Tu boca (2001)
- Invisible (2003)
- Morelo 5 (2005)
- Fuera Del Tiempo (2007)
- Otro Plan (2009)
- El club de los milagros (2012)
- Espinas y pétalos (2016)
- Los 20 de Morelo (2017)